# Universitatea Craiova (handball)
Pour les articles homonymes, voir Universitatea Craiova.
Ne pas confondre avec le club de handball féminin du SCM Craiova
Le Universitatea Craiova est un club de handball situé à Craiova en Roumanie.

## Palmarès
Compétitions nationales
- Championnat de Roumanie (2) : 1992, 1993
- Coupe de Roumanie (1) : 1991

## Joueurs emblématique
- Sorin Toacsen